# Schizocosa conspicua
Schizocosa conspicua là một loài nhện trong họ Lycosidae.
Loài này thuộc chi Schizocosa. Schizocosa conspicua được Carl Friedrich Roewer miêu tả năm 1959.